# Quintupelvertrag
Der Quintupelvertrag von 1841, auch als der Fünf-Mächte-Vertrag bekannt, war ein internationales Abkommen zur Eindämmung der Sklaverei. Der Vertrag wurde am 20. Dezember 1841 zwischen den fünf europäischen Großmächten Großbritannien, Frankreich, Russland, Preußen und Österreich geschlossen. Das Ziel des Vertrages war es, den atlantischen Sklavenhandel zu bekämpfen und weitgehend zu unterbinden.

## Zustandekommen
Der Quintupelvertrag war das Ergebnis langjähriger diplomatischer Bemühungen Großbritanniens, das sich zu dieser Zeit als führende Macht in der weltweiten Bewegung gegen den Sklavenhandel etablierte. Großbritannien hatte den Sklavenhandel 1807 verboten und 1833 die Sklaverei im gesamten britischen Empire abgeschafft. Trotz dieser Maßnahmen war der transatlantische Sklavenhandel durch andere Nationen, insbesondere Portugal, Spanien und Brasilien, weiterhin aktiv.
Um den Sklavenhandel auf internationaler Ebene wirksam zu bekämpfen, setzte sich Großbritannien für den Abschluss multilateraler Abkommen ein. Die britische Regierung, vertreten durch Außenminister Lord Palmerston, trieb die Verhandlungen voran. In den Jahren zuvor hatte Großbritannien bereits bilaterale Abkommen mit verschiedenen Ländern geschlossen, um die Befugnis zur Kontrolle von Schiffen, die des Sklavenhandels verdächtigt wurden, zu erweitern. Der Quintupelvertrag markierte jedoch das erste Mal, dass eine solche Vereinbarung mit mehreren Großmächten gleichzeitig geschlossen wurde.

## Inhalt
Der Vertrag erklärte den Sklavenhandel zur Piraterie. Dies bedeutete, dass Schiffe, die des Sklavenhandels verdächtigt wurden, auf hoher See von den Schiffen der Vertragsparteien kontrolliert und, wenn notwendig, beschlagnahmt werden konnten. Das Abkommen betonte die Notwendigkeit einer koordinierten internationalen Zusammenarbeit, um den Sklavenhandel zu unterbinden. Die Großmächte verpflichteten sich, Informationen über den Sklavenhandel auszutauschen und gemeinsam gegen Verdächtige vorzugehen.

## Folgen
In Frankreich stieß der Vertrag auf erhebliche Kritik. Viele Franzosen sahen in dem Abkommen eine britische Maßnahme zur Erweiterung ihrer maritimen Vorherrschaft. Besonders die Bestimmung, dass britische Schiffe französische Schiffe durchsuchen durften, wurde als Angriff auf die nationale Souveränität betrachtet. Unter dem Druck der Öffentlichkeit zog Frankreich seine Unterstützung für den Vertrag schon bald nach dessen Unterzeichnung zurück.